# Vale (Dakota del Sud)
Vale è un census-designated place (CDP) degli Stati Uniti d'America della contea di Butte nello Stato del Dakota del Sud. La popolazione era di 136 abitanti al censimento del 2010.
Vale prende questo nome perché il sito della città si trova in una valle.

## Geografia fisica
Secondo lo United States Census Bureau, la città ha una superficie totale di 3,82 km², dei quali 3,82 km² di territorio e 0 km² di acque interne (0% del totale).
A Vale è stato assegnato lo ZIP code 57788 e lo FIPS place code 65940.

## Società

### Evoluzione demografica
Secondo il censimento del 2010, la popolazione era di 136 abitanti.

### Etnie e minoranze straniere
Secondo il censimento del 2010, la composizione etnica della città era formata dal 97,79% di bianchi, lo 0% di afroamericani, lo 0,74% di nativi americani, lo 0% di asiatici, lo 0% di oceanici, lo 0% di altre razze, e l'1,47% di due o più etnie. Ispanici o latinos di qualunque razza erano il 2,21% della popolazione.